# Bisamberg
Bisamberg is een gemeente in de Oostenrijkse deelstaat Neder-Oostenrijk, gelegen in het district Korneuburg. De gemeente heeft ongeveer 4000 inwoners.

## Geografie
Bisamberg heeft een oppervlakte van 10,71 km². Het ligt in het noordoosten van het land, iets ten noorden van de hoofdstad Wenen en ten zuiden van de grens met Tsjechië.

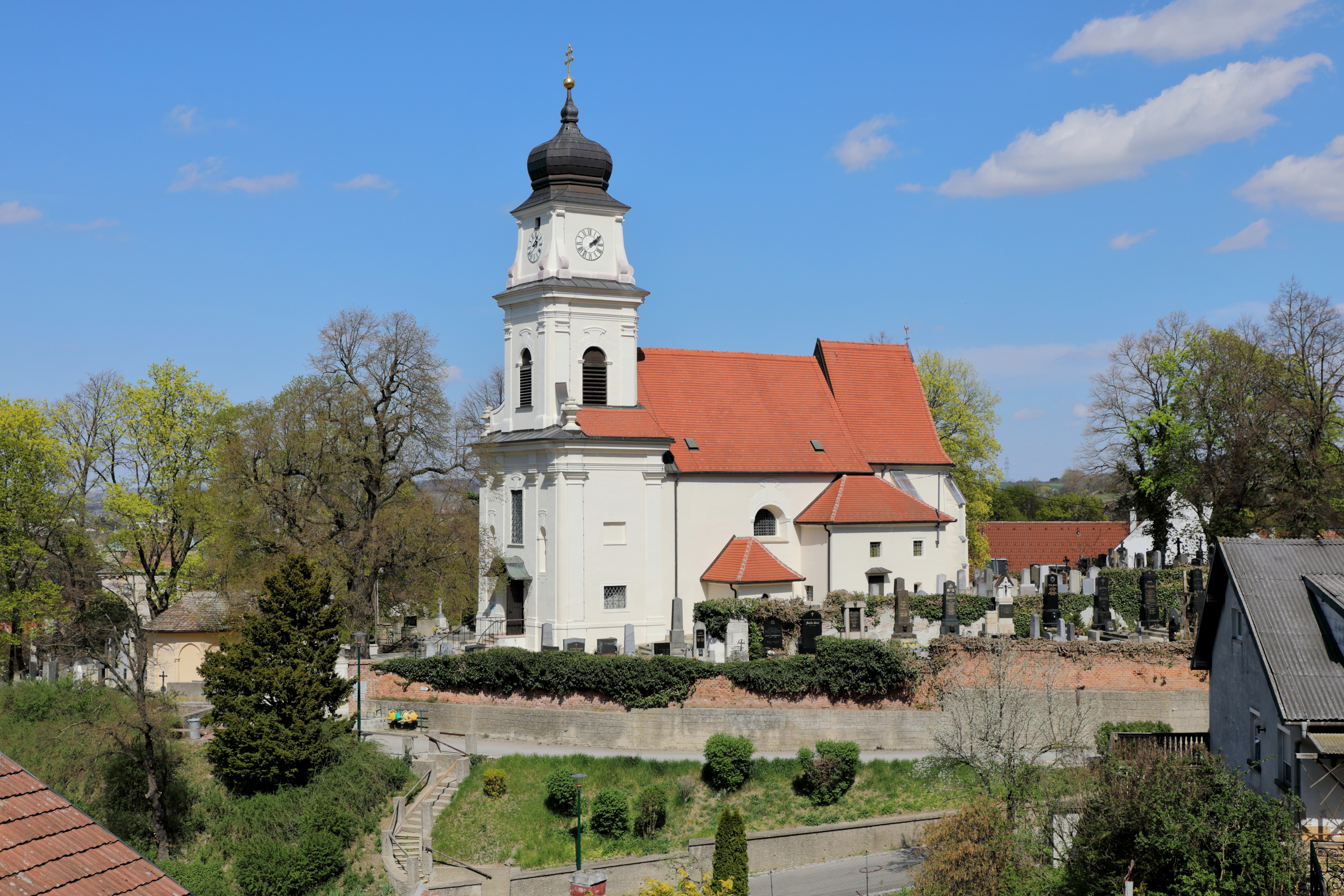
Kerk van Bisamberg

Bisamberg · Enzersfeld im Weinviertel · Ernstbrunn · Großmugl · Großrußbach · Hagenbrunn · Harmannsdorf · Hausleiten · Korneuburg · Langenzersdorf · Leitzersdorf · Leobendorf · Niederhollabrunn · Rußbach · Sierndorf · Spillern · Stetteldorf am Wagram · Stetten · Stockerau
- Gemeinsame Normdatei: 4538097-1
- Library of Congress Control Number: n2004153868
- MusicBrainz: 3a995c2c-90ee-4eee-8a83-4c0a6214a926
- Nationale Bibliotheek van Israël: 987007480387005171
- Virtual International Authority File: 168043156
- WorldCat: E39PBJckTTypkWyfR3Htk47fv3